# Beatrix von Andechs-Meranien
Beatrix von Andechs-Meranien (* 1210; † 9. Februar 1271) war eine Prinzessin aus dem Haus Andechs-Meranien und durch Heirat Gräfin von Orlamünde.

## Herkunft
Beatrix war die Tochter von Otto VII. von Andechs-Meranien und Beatrix von Staufen, Tochter von Pfalzgraf Otto und Margarete von Blois. Sie war Erbin der Herrschaft Plassenburg mit Kulmbach und Mittelberg und der Herrschaft Berneck mit Goldkronach, Meinau, Wirsberg, Pretzendorf (heute Himmelkron), Zwernitz und Trebgast. Sie heiratete den Grafen Hermann II. von Orlamünde.

## Nachkommen
- Hermann
- Hermann III.
- Albrecht III.
- Otto III.
- Sophie
- Otto